# Туркменистан спорт
Туркменистан спорт (туркм. Türkmenistan Sport) — общенациональный, государственный спортивный телеканал в Туркменистан, подчиняющийся Государственному комитету Туркменистана по телевидению, радиовещанию и кинематографии. Начал вещание 1 января 2012 года. Первый и пока единственный спортивный отечественный телеканал в Туркменистане. Телеканал вещает на туркменском языке. Вещает в HD-качестве.
Телеканал транслирует различные национальные и международные спортивные турниры и соревнования, в том числе футбольные матчи и турниры, такие как игры национальной сборной Туркменистана и других возрастных сборных, в том числе по мини-футболу, Высшую лигу Туркменистана по футболу, Первую лигу Туркменистана по футболу, Кубок Туркменистана по футболу, Суперкубок Туркменистана по футболу. Также транслирует чемпионат Туркменистана по хоккею, мини-футболу, баскетболу, волейболу, гандболу, лёгкой атлетике и другим видам спорта. Особое место в сетке вещания телеканала занимает конный спорт. Также транслируется зарубежные спортивные турниры, футбольные, хоккейные, баскетбольные матчи.